# Aplomya impavida
Aplomya impavida là một loài ruồi trong họ Tachinidae.